# Crise des Savings and loan
Précédée par la période des junk bonds et du krach de 1987, la crise des Savings and loan, les caisses d'épargne américaines, s'est déclenchée en 1987 en raison d'investissement hasardeux dans l'immobilier, pour profiter d'avantages fiscaux qui permettaient de meilleures plus-values. Plus de 1 600 institutions assurées ont fait faillite à partir de 1985. La guerre du Golfe précipita la crise : de juin à octobre 1990, l'indice boursier américain S&P 500, ajusté de l'inflation, chuta de 15 %. Le plan de sauvetage a mobilisé 150 milliards de dollars d'argent public.
Le principal déclencheur de la crise fut le Tax Reform Act de 1986 relatif à la limitation des déductions fiscales qui permettaient aux investisseurs de payer moins d'impôts sur les plus-values en déduisant les moins-values sur les investissements immobiliers.
Cette limitation est décidée pour mettre un frein à l'envolée du déficit budgétaire américain, aggravé au cours des années précédentes par ces avantages fiscaux accordés aux plus-values immobilières. Parallèlement, la déréglementation du début des années 1980 avait permis à chaque caisse d'épargne de faire les mêmes crédits et investissements que les banques d'affaires, tout en ayant la possibilité de se placer sous le droit fédéral ou celui d'un État, en fonction du choix effectué par l'association à laquelle elle adhèrait.
À partir de mars 1985, les faillites de caisses d'épargne ont commencé. Le plan de sauvetage a été mis en place avec la création de la Reconstruction Finance Corporation. Il s'est étalé de 1989 à 1995. Le gouvernement américain a été contraint de créer le Federal Savings and Loan Insurance Corporation (FSLIC) pour protéger les déposants dans les Savings and Loan Associations. Le régime des Savings and Loan Associations a été réformé par le Financial Institutions Reform, Recovery and Enforcement Act du 9 août 1989.
La crise a atteint son point extrême en 1987, avec la faillite de la Drexel Burnham Lambert. Son égérie, Michael Milken, condamné en justice à dix ans de prison pour délit d'initié, avait inventé le principe des junk bonds, des obligations très spéculatives dans lesquelles avaient investi les caisses d'épargne américaines.